# 尚德恒
尚德恒（1524年—？年），字汝見，號蘭谷，四川順慶府南充縣人，明朝政治人物。

## 生平
治《詩經》，嘉靖三十一年（1552年）壬子科由府學增廣生中式四川鄉試第六十四名舉人，嘉靖三十五年（1556年）丙辰科第三甲第六十名進士。礼部观政，授湖廣麻城縣知縣，四十一年起复，七月考选江西道試御史，復除河南道御史，巡视京营，劾奏右都御史王之诰，隆慶四年（1570年）三月升江西布政司右参议，六年三月升本省按察司副使、整饬九江安庆兵备。

## 家族
曾祖尚信；祖尚廷璋；父尚益，贈御史；母馮氏，封太孺人。具慶下，行三，兄德新；德美；德純，弟德懋。
子尚交、尚彦.